# Goldener Rathausmann (Dresden)

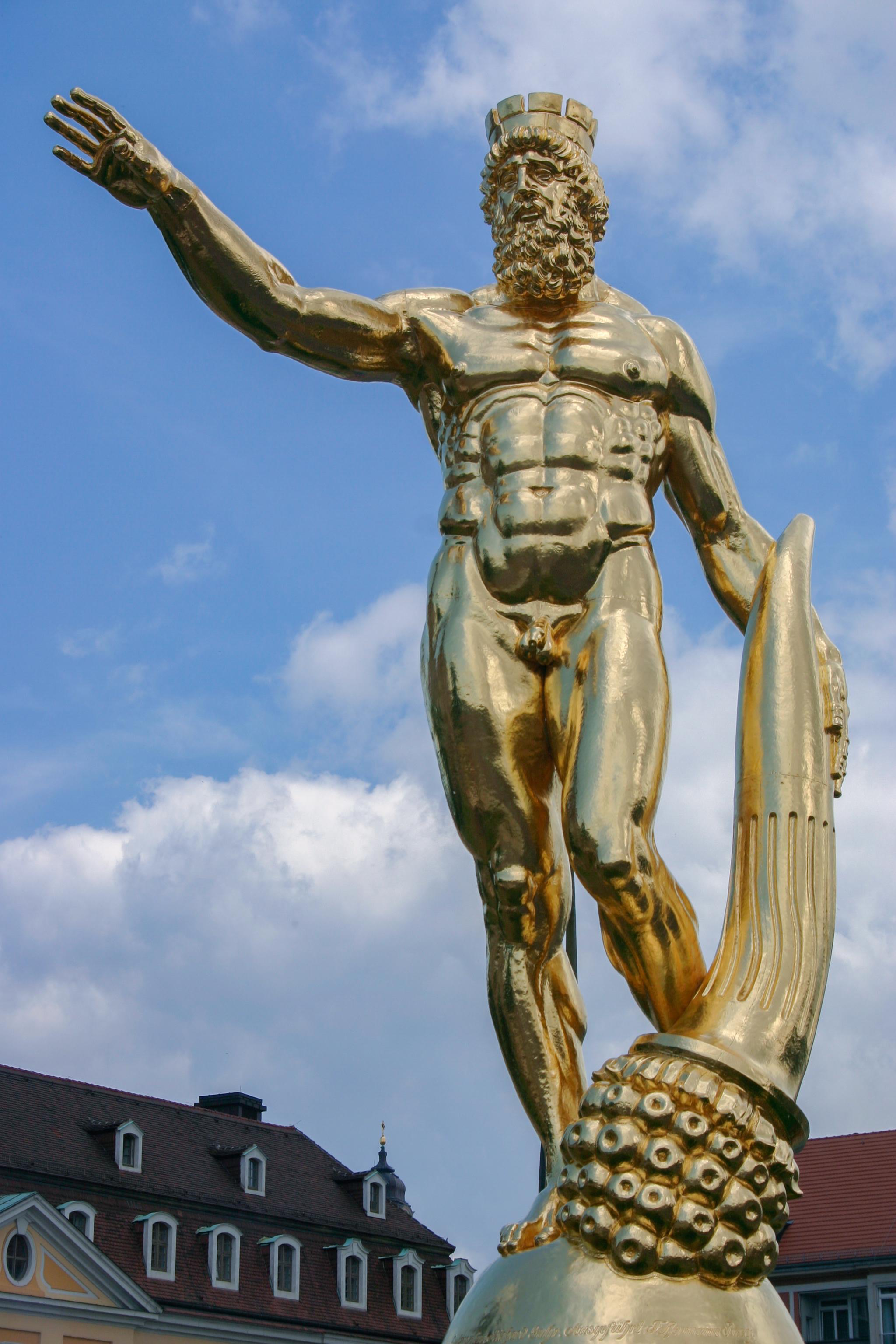
Der Goldene Rathausmann nach seiner im Jahr 2006 durchgeführten kompletten Restaurierung.

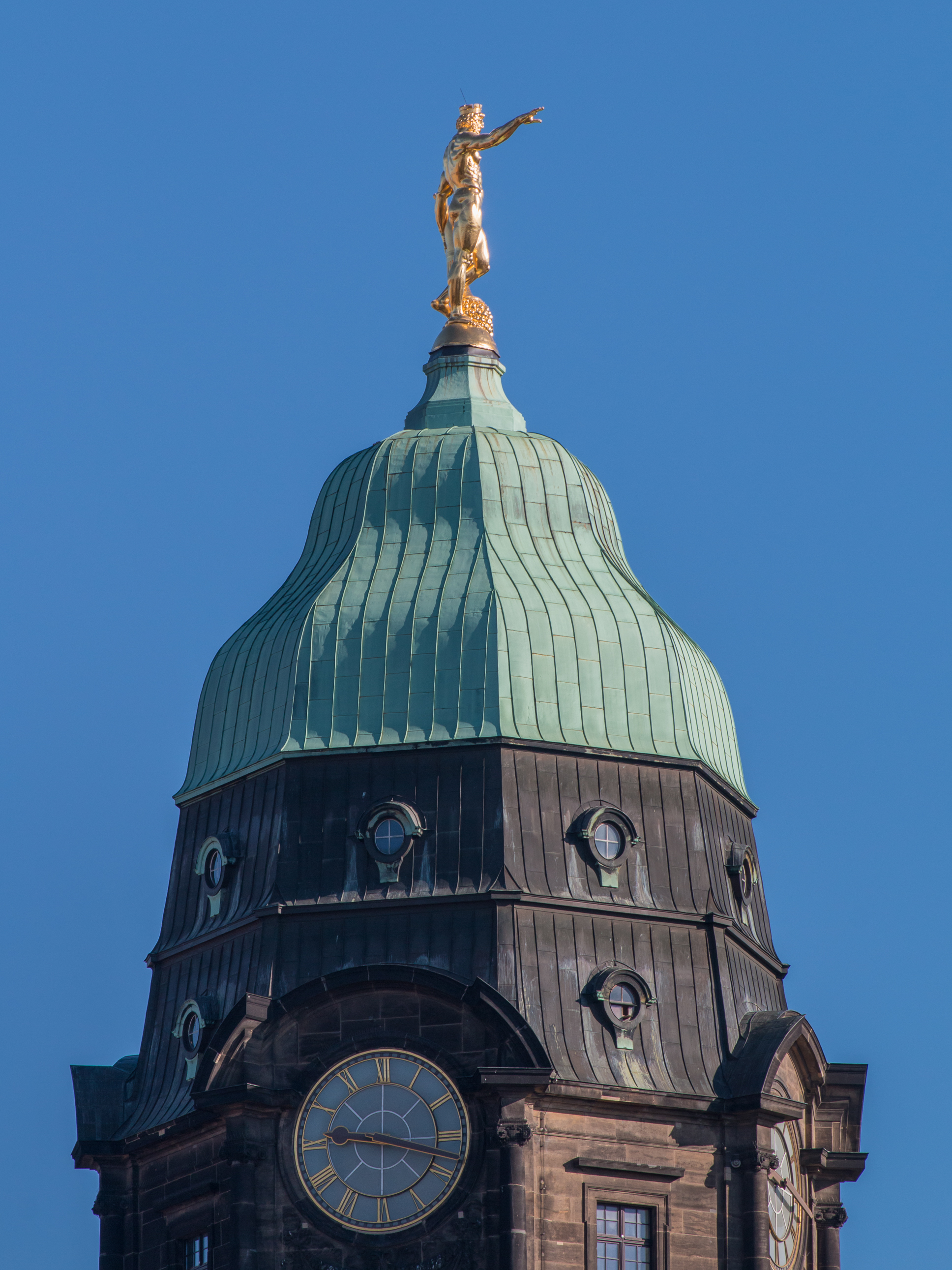
Die Turmspitze des Rathausturms mit dem goldenen Rathausmann

Der Goldene Rathausmann ist eine Skulptur auf dem Turm des Neuen Rathauses in Dresden. Er symbolisiert Herkules, der mit einer Hand sein Füllhorn ausschüttet und mit der erhobenen Hand auf die Schönheiten der Stadt zu seinen Füßen weist.

## Geschichte
Der Dresdner Bildhauer Richard Guhr entwarf die Skulptur, zu der Ewald Redam, der 1907 der amtierende Sachsenmeister im Schwergewicht und Achtkampf war, Modell stand. In Originalgröße wurde eine Plastik aus 2300 Kilogramm Gipsmasse in der Elfenbein- und Gipsfiguren-Fabrik des Italieners Raffael Pellicci geformt. Die fertige Figur wurde am 12. April 1908 auf dem Turm des Neuen Rathauses angebracht. Die Figur ist vom Sockel bis zur Krone insgesamt 5,05 Meter hoch, 1750 kg schwer und besteht komplett aus Kupfer. Ursprünglich war sie mit 100 Gramm Blattgold direkt auf dem Kupfer vergoldet.
Wegen der an den Hitlergruß erinnernden Haltung des rund 2,10 m langen rechten Armes der Skulptur gab es nach dem Zweiten Weltkrieg einige, vor allem von Ortsfremden aufgebrachte, allerdings erfolglose Diskussionen über eine Entfernung der Skulptur.
Das seit 1978 stattfindende Festival Goldener Rathausmann in Dresden war nach der Skulptur benannt.

## Restaurierungen
1963 wurde die Skulptur direkt am Standort restauriert und eine Ölgrund-Vergoldung aufgebracht. Im Hinblick auf das 800-jährige Stadtjubiläum im Sommer 2006 und wegen starker Durchrostungen des Innengestells der Figur wurde sie am 20. August 2004 für eine komplette Restaurierung vom Rathausturm entfernt. Nach einer Ausschreibung erhielt Mitte Oktober 2005 die in Regensburg und Berlin ansässige Metallrestaurierungsfirma Haber & Brandner den Zuschlag für die Restaurierung des Goldenen Rathausmannes. Im November 2005 begannen die Arbeiten. Bei der Überprüfung wurde festgestellt, dass das alte, die Statue im Inneren stützende Stützgerüst nicht mehr restauriert werden konnte. Von der Firma Wilhelm Modersohn aus Spenge bei Bielefeld wurde ein neues, acht Meter langes und 1.356 Kilogramm schweres Edelstahlstützgerüst gefertigt, das am 19. Mai 2006 zu Haber & Brandner geliefert wurde. Während dieser Zeit arbeiteten die Berliner Metallrestauratoren und Kupferschmiede, einer von ihnen war Peter Trappen, an den Kupferteilen. Die Kupferhaut wurde zerlegt und die Teile bearbeitet, Fehlstellen ergänzt, kaputte Teile ausgetauscht, Beulen und 19 Einschusslöcher aus Kriegszeiten beseitigt und die Revisionsklappe im Rücken der Statue vorbereitet. Am 22. Mai 2006 wurde mit der Endmontage des Stützgerüstes und dem Zusammenbau der Kupferteile begonnen. In den Kalenderwochen 24 und 25 erhielt der Rathausmann seine Beschichtung und die neue Vergoldung. Diese wurde durch die Vergolderinnen Regina Lichtmaneker und Jessica Ulrich aufgebracht: 520 Gramm 23,75-karätiges Blattgold im Wert von 10.000 Euro, sogenanntes Vierfachgold. Der Endabnahmetermin war am 20. Juni 2006. Sechs Tage später erfolgte der Transport von Berlin zurück nach Dresden. Nach einer mehrtägigen Ausstellung zu ebener Erde wurde der Rathausmann am 1. Juli 2006 wieder auf den Turm des Neuen Rathauses gestellt. Die gesamte Sanierung kostete der Stadt Dresden 230.000 Euro.
Die insgesamt zwei Jahre dauernde Restaurierung wurde von den Dresdner Filmemachern Bettina Wobst und Stefan Urlass begleitet, woraus ein im Dezember 2006 publizierter, 80 minütiger Dokumentarfilm im DVD-Format entstand. Goldene Hände – Die Geschichte des Dresdner Rathausmannes ist eine „Hommage an die Handwerker, die Geschichte berührbar machen“, sagen die beiden Filmemacher.